# Franco Valle
Franco Valle, född 15 februari 1940 i Genua, död 10 april 2003, var en italiensk boxare.
Valle blev olympisk bronsmedaljör i mellanvikt i boxning vid sommarspelen 1964 i Tokyo.